# Aigua calenta sanitària

Diagrama d'un sistema d'escalfament mixt i del circuit d'ACS d'una casa.

L'Aigua calenta sanitària (ACS) és l'aigua apta per al consum humà escalfada. Es fa servir en llars i edificis i és proporcionada per una instal·lació que rep el mateix nom. L'ús de l'aigua calenta sanitària és, en general, per a la neteja personal o d'utensilis. En termes energètics, l'ACS és una component important a tenir en compte, ja que representa entre un 25 i un 40% del consum energètic dels habitatges.

## Instal·lació
Per norma general, consta de: l'escalfador d'aigua, bomba de circulació, canonades, cabalímetres, vàlvules per a la distribució d'aigua calenta als consumidors o punts de consum.
Es poden distingir dos tipus d'instal·lacions:
- Circuit obert d'aigua calenta: en cas que l'aigua del mateix circuit d'escalfament és la que s'utilitza en les aplicacions d'aigua calenta sanitària.
- Circuit tancat d'aigua calenta: en cas en què es fa recircular l'aigua calenta gràcies a una bomba en un circuit independent, de manera que durant el seu trajecte pel circuit s'intercala un bescanviador de calor o un dipòsit d'aigua calenta sanitària per tal de transmetre la calor produïda al circuit principal d'aigua calenta sanitària.

## Aigua
L'aigua calenta sanitària està subjecta a diferents restriccions tèrmiques, que regulen les temperatures de distribució i de consum, i que augmenten la complexitat de la projecció de la instal·lació d'aigua calenta sanitària. Els mínims de temperatura de la instal·lació es troben restringits, per tal d'evitar l'aparició de la legionel·la. En resum, s'hauria d'evitar en règim de funcionament normal la disminució de la temperatura a menys de 50 °C en aixeta i 55 °C en dipòsit. La instal·lació en conjunt hauria de ser apta per suportar temperatures de 70 °C.
Per altra banda, s'hauria d'evitar posar en contacte aigua a temperatures superiors a 40 °C amb la pell, per tal d'evitar possibles cremades. Això es pot aconseguir mitjançant la mescla de l'aigua calenta de la instal·lació d'ACS amb aigua freda convencional, fent servir mescladors.

### Legionel·la
Un dels problemes primordials a l'hora d'evitar la presència de bacteris perjudicials. La legionel·la, troba en els sistemes d'ACS i les torres de refrigeració ambients òptims per a la seua reproducció (entre 25 °C i 40 °C).

## Usuaris
En general, calen grans quantitats d'aigua calenta sanitària en hotels, hospitals, instal·lacions correccionals i residències d'alta densitat del sector industrial.